# Philippe Treyve
Pour les articles homonymes, voir Treyve.
Philippe Treyve (1943), ingénieur agronome, architecte paysagiste, cofondateur de Jardiland en France. Il a été le dernier directeur (jusqu'en 1993) de la Société des parcs et jardins Treyve appartenant à la dynastie de paysagistes Marie et Treyve, qui s'est illustrée à Moulins à partir de 1845.

## Biographie
Philippe Treyve, né en 1943, est le fils de François-Annet Treyve, auquel il succède en 1971 à la tête de l'entreprise familiale. Il y reste jusqu'en 1993, quand elle est cédée à Aymar de Seroux.

## Œuvres
Parmi ses œuvres, on peut citer :
- Les 700 hectares d'Abou Dabi plantés de 60 000 arbres ;
- Un parc sportif en Iran ;
- Le Parc de Loisirs du Pal sous sa forme initiale ;
- Des études de paysages régionaux pour la Nièvre et le Parc de La Grande Brière
- Les jardins minéraux du Centre de Recherche MSD-Chibret de Riom.

## Sources
Documentation éditée par le Comité des Parcs et Jardins d'Auvergne pour l'exposition : Les Treyve. Une dynastie bourbonnaise de paysagistes. Cette exposition fut présentée en juillet, août et septembre 2007 au château du Riau à Villeneuve-sur-Allier, puis à l'office de tourisme de Riom jusqu'en avril 2008.